# Фридрих фон Луксбург
Фридрих Райнхард Карл Лудвиг фон Луксбург (на немски: Friedrich Reinhard Karl Ludwig Graf von Luxburg; * 21 август 1829 в Лаубегаст (в Дрезден); † 23 ноември 1905 във Вюрцбург) е рицар, имперски граф на дворец Луксбург в Егнах на Боденското езеро, кралски баварски кемерер и президент на управлението на Долна Франкония.
Той е най-малкият син (от 5 деца) на кралския баварски кемерер и посланик имперски граф Фридрих Кристиан Карл Йохан фон Луксбург (1783 – 1856) и фрайин Мария Анна фон Гумпенберг-Пьотмес (1793 – 1854). Внук е на граф Йохан Фридрих фон Луксбург (1748 – 1820) и фрайин Каролина Мария Фогт фон Хунолщайн (1757 – 1820). Брат е на граф Максимилиан Йозеф фон Луксбург (1823 – 1881).
Фридрих фон Луксбург като рицар поема през 1776 г. дворец Луксбург в Егнах на Боденското езеро. През 1790 г. е издигнат на имперски граф.
Фридрих фон Луксбург посещава от 1840 до 1845 г. „колеж Льо Гранд“ в Париж, след това е паж в баварския кралски двор на Лудвиг I в Мюнхен. По-късно той следва право в университетите в Хайделберг, Берлин и Мюнхен и през 1853 прави своя държавен изпит.
През 1856 г. той става съдия, чиновник, комисар и директор на баните в Кисинген. През това време той купува през 1860 г. сградата на манастир Хаузен и основава там спасителен дом за момичета, който по-късно става детски дом. През 1863 г. той напуска и става съдия в Регенсбург и Мюнхен.
От 1867 до 1868 г. и между 1871 и 1881 г. той е член на Германския Райхстаг, където от 1871 до 1874 г. представя изборния окръг Унтерфранкен 4. От 1877 до 1881 х. той е народен преставител на „Унтерфранкен 5“. От 1868 до 1901 г. той е президент на Долна Франкония и Ашафенбург. На тази позиция той помага преди всичко на селското стопанство, индустрията, образованието и общата социална помощ.
През 1873 г. той купува дворец Ашах при Бад Кисинген в Бавария и го престроява. През 1955 г. син му Карл фон Луксбург подарява цялата собственост на „Бецирк Унтерфранкен“. Днес дворецът Ашах заедно с всички допълнителни сгради може да се посети като музей „Граф-Луксбург-Музеум“.
Като любител на изкуството Фридрих фон Луксбург основава през 1893 г. Франкското общество за изкуство и древност във Вюрцбург.
Фридрих фон Луксбург умира на 76 години на 23 ноември 1905 г. във Вюрцбург. Гробното му място се намира в гробището „Капеленфридхоф“ в Бад Кисинген.

## Фамилия
Фридрих фон Луксбург се жени на 21 септември 1869 г. в дворец Каролат при Бойтен ан дер Одер, Долна Силезия за принцеса Луиза Ванда Юлия Агнес фон Шьонайх-Каролат (* 4 ноември 1847, Бреслау; † 30 септември 1929, Мюнхен), дъщеря на принц Лудвиг Фердинанд фон Шьонайх-Каролат (1811 – 1862) и графиня Ванда Хедвиг Хенкел фон Донерсмарк (1826 – 1907), дъщеря на граф Карл Лазарус Хенкел фон Донерсмарк (1772 – 1864).
Те имат шест сина:
- Август-Фридрих Лудвиг Карл Хайнрих Максимилиан фон Луксбург (* 4 март 1871, Щрасбург в Елзас; † 22 октомври 1956), женен I. за Валерия Адела Мария Шалек (* 30 ноември 1874; † 17 октомври 1939); II. на 13 септември 1945 г. в Мюнхен за Мария Амалия фон Крайлсхайм (* 12 ноември 1889; † 26 октомври 1965)
- Карл-Лудвиг Максимилиан фон Луксбург (* 10 май 1872, Вюрцбург; † 2 април 1956, Аржентина), женен за Карола Мартинец (* 29 септември 1877; † 7 януари 1968)
- Хайнрих Георг Лудвиг фон Луксбург (* 26 септември 1874, Вюрцбург; † 28 юли 1960, Тегернзе), женен на 1 февруари 1911 г. в Шлиц за графиня Мария Анна фон Шлиц фон Гьорц (* 20 август 1883, Шлиц; † 22 март 1946, Тегернзе)
- Ото Вилхелм Георг фон Луксбург (* 12 юни 1878, Вюрцбург; † 28 април 1879, Вюрцбург)
- Херман Николаус Крафт Карл Юлиус фон Луксбург (* 17 февруари 1881, Вюрцбург; † 26 май 1912, Щеттин), женен за Анна Елизабет Фукс (* 4 декември 1882; † 3 декември 1940)
- Гуидо Максимилиан Хайнрих Вендт Мария фон Луксбург (* 13 август 1885, Вюрцбург; † 14 август 19??)